# Theodor Körner
Theodor Körner (Komárom, 23 aprile 1873 – Vienna, 4 gennaio 1957) è stato un militare e politico austriaco socialdemocratico.
Fu Presidente dell'Austria dal 27 maggio 1951 al 4 gennaio 1957.

## Biografia
La famiglia Körner era originaria di Chrastava, in Boemia (oggi nella Repubblica Ceca), ov'egli crebbe con il fratello Richard e la sorella Rosa. Ufficiale dell'esercito imperiale austroungarico durante la prima guerra mondiale (1914-1918), raggiunse il grado di colonnello, diventando capo di stato maggiore dell'Armata dell'Isonzo. Dopo la dissoluzione dell'Impero, contribuì all'organizzazione delle nuove forze armate della Repubblica (Bundesheer), quindi nel 1924 si ritirò dal servizio attivo col grado di generale.
Iscrittosi al Partito Socialdemocratico (SPÖ), divenne capo delle sue formazioni paramilitari (Schutzbund) e fu eletto membro del Consiglio comunale di Vienna e del Bundesrat. Nel 1934, dopo la fallita insurrezione socialista, fu processato e incarcerato per tradimento. Borgomastro di Vienna dopo la Liberazione (1945-1951), successe a Karl Renner nella Presidenza federale, divenendo il primo presidente della seconda Repubblica ad essere eletto direttamente dal popolo (27 maggio 1951).
Nel 1953 venne fondato il premio che porta il suo nome e che gratifica annualmente giovani scienziati e artisti che non hanno ancora compiuto i 40 anni di età.
Il 15 maggio 1955, con il Trattato di Stato austriaco di Vienna, ottenne dagli Alleati il riconoscimento definitivo dell'indipendenza e della neutralità dell'Austria, che venne sgomberata dalle truppe d'occupazione. 
Morì il 4 gennaio 1957, a poche settimane dalla scadenza del mandato.